# Golfpark De Loonsche Duynen
Golfpark De Loonsche Duynen is een golfbaan in het Noord-Brabantse dorp De Moer, even ten zuid-westen van Kaatsheuvel. Het golfpark werd geopend in 1994 en werd tot 2020 geëxploiteerd door pretpark Efteling als het Efteling Golfpark.

## De golfbaan
De golfbaan heeft deels het karakter van een parkbaan en deels die van een bosbaan. De golfbaan beschikt over twee banen, een met 18 holes en een met 9, en is direct gelegen naast attractiepark de Efteling. Als knipoog naar het naastgelegen sprookjespark hebben de bunkers van hole 13, die de green beschermen, de vorm van reuzenvoetstappen.
De baan van ongeveer 90 hectare is bijna even groot als de naastgelegen dorpskern Schipluiden van 112 hectare.

## Geschiedenis

### Ontstaan
De baan werd ontworpen door de Britse architect Donald Steel. Hem was reeds in 1986 al gevraagd een ontwerp te maken voor een baan met 18 holes op de Efteling. Een golfbaan paste wel in de visie als het slechts een commerciële baan zou worden, maar de Nederlandse Golf Federatie keurde dat niet goed. In 1993 werd besloten een golfclub op te richten. In 1994 werd de driving range geopend en sind 1995 kan er op de baan gespeeld worden. In september 1995 werd de B-status verleend en het jaar daarna de A-status.

### Het park onder beheer van de Efteling
Het golfpark streefde naar een goed beleid op het gebied van natuurbeheer van het golfterrein, en ontving daarom in 1998 het certificaat Committed to Green van de Nederlandse Golf Federatie (NGF). Ook beschikte het park over het certificaat Committed to Jeugd van het NGF. Het park besteedde speciale aandacht aan jonge golfers, met onder andere het speciale programma "Efteling Familie Golf", en werd er meerdere keren de Efteling Jeugd Open georganiseerd, een wedstrijd voor jeugdspelers tot 21 jaar uit Nederland en België. Verder organiseerde de Efteling in de herfstvakantie de 'Herfst Tour', een serie wedstrijden op drie Noord-Brabantse banen: Efteling, Albatross en Almkreek.
Als mascotte gebruikte het park aanvankelijk tovernar Pardoes, hetzelfde personage als voor de Efteling. In 2014 kreeg het golfpark een eigen mascotte, de vos Reinaert, vernoemd naar de gelijknamige sluwe vos uit een middeleeuwse fabel in de Nederlandse literatuur.
In 2019 liet de Efteling weten het golfpark op termijn te willen sluiten. Het golfpark leed al enige tijd verlies, en paste niet meer in de langetermijnvisie van de Efteling, die zich voortaan geheel wilde focussen op het attractiepark. Door een bestaande overeenkomst met Golfclub Efteling, die pas vijftien jaar later afliep, werd de sluiting gepland voor 2034.

### Het park onder beheer van de HGE
Om het voortbestaan van het golfpark veilig te stellen, werd contact gezocht met de Hollandsche Golfbaan Exploitatie Maatschappij (HGE). Deze nam per 1 januari 2021 het beheer en de exploitatie van de golfbaan over, voor in ieder geval een periode van tien jaar, en doopte het park om tot De Loonsche Duynen, naar de nabijgelegen Loonse en Drunense Duinen. Ook het contract met Golfclub Efteling werd ontbonden. Alle verwijzingen naar de Efteling werden verwijderd, en de club werd hernoemd tot Golfclub De Loonsche Duynen. Het golfterrein en de gebouwen bleven vooralsnog wel eigendom van de Efteling.
In 2023 werd de bestaande baan van 18 holes aangevuld met een tweede, kleinere baan met 9 holes.
Lijst van attracties in de Efteling · Lijst van sprookjes in de Efteling · Afbeeldingen